# Tropidophora michaudi
Tropidophora michaudi е вид коремоного от семейство Pomatiidae.

## Разпространение
Видът е разпространен в Мавриций.